# Subtiloria succinea
Subtiloria succinea är en insektsart som först beskrevs av Bolívar, I. 1912.  Subtiloria succinea ingår i släktet Subtiloria och familjen syrsor. Inga underarter finns listade i Catalogue of Life.